# Llista de masies de Clarà
La llista de masies de Clarà conté alguns dels edificis de Clarà (Castellar de la Ribera) al Solsonès.
- L'Alcerà
- Bajona
- Bavià
- Cal Badoc
- Cal Fuster
- Cal Santpare
- Cal Sastre
- Cal Gaspar
- Cària
- Casagolda
- El Casalot
- Els Casalots
- La Casanova
- Casavella
- La Foradada
- El Noguer de Dalt
- El Noguer
- Els Oriols
- Pinyana
- El Pla
- Puitdeponts
- Pujantell
- El Pujol
- Rectoria de Clarà
- Les Rovires
- Serratalt
- El Solà
- Ventolra Nou
- Ventolra Vell
- Viladric